# Ușkovîci, Peremîșleanî
Ușkovîci (în ucraineană Ушковичі) este localitatea de reședință a comunei Ușkovîci din raionul Peremîșleanî, regiunea Liov, Ucraina.

## Demografie
Componența lingvistică a localității Ușkovîci
     Ucraineană (99,82%)
     Alte limbi (0,18%)
Conform recensământului din 2001, majoritatea populației localității Ușkovîci era vorbitoare de ucraineană (99,82%), existând în minoritate și vorbitori de alte limbi.